# بري تيرنر
بري تيرنر (بالإنجليزية: Bree Turner)‏ مواليد 10 مارس 1977 في بالو ألتو، كاليفورنيا، الولايات المتحدة، هي ممثلة أمريكية بدأت مسيرتها الفنية عام 1996.

## الأعمال

### أفلام
- مجرد حظي
- شبح هامس
- الحقيقة البشعة
- قواعد الارتباط

### مسلسلات
- غريم (مسلسل تلفزيوني)

## وصلات خارجية
- بري تيرنر على موقع IMDb (الإنجليزية)
- بري تيرنر على موقع ميتاكريتيك (الإنجليزية)
- بري تيرنر على موقع روتن توميتوز (الإنجليزية)
- بري تيرنر على موقع قاعدة بيانات الأفلام العربية
- بري تيرنر على موقع ألو سيني (الفرنسية)
- بري تيرنر على موقع تيرنر كلاسيك موفيز (الإنجليزية)
- بري تيرنر على موقع أول موفي (الإنجليزية)
- بري تيرنر على موقع قاعدة بيانات الأفلام السويدية (السويدية)
- بري تيرنر على موقع إن إن دي بي (الإنجليزية)
- بري تيرنر على موقع قاعدة بيانات الفيلم (الإنجليزية)